# Бело (Брда)
Бело (словен. Belo) — мале поселення в общині Брда, Регіон Горишка, Словенія. Висота над рівнем моря: 200,2 м.